# خالد الجابري (لاعب كرة قدم مواليد 2003)
خالد الجابري (مواليد 19 مارس 2003، لاعب كرة قدم إماراتي يجيد اللعب في الدفاع يلعب مع نادي يونايتد الإماراتي معار من نادي الوحدة.

## مسيرة اللاعب
لعب في نادي الوحدة ونادي يونايتد.